# Акшубино
Акшубино (мар. Акшубансола) — деревня в городском округе Йошкар-Олы Республики Марий Эл (Россия). Деревня находится в ведении Семёновского территориального управления администрации города.

## География
Находится в 8 километрах к северо-востоку от села Семёновка, на реке Монага.

## Название
Согласно легенде, деревня Акшубино построена в XVII веке марийцем по имени Акшуба. Марийское название деревни, Акшымсола, происходит от марийского имени Акшым.

## История
Первое упоминание деревни относится к 1723 году, когда там проводилась первая ревизия. Деревня приписывалась к Маломанагской волости Царевококшайского уезда. В деревне проживало 76 мужчин (марийцы, ясачные крестьяне), насчитывалось 23 двора, из них 4 пустых.
От деревни до уездного города Царевококшайска было 10 вёрст. Во второй половине XVIII века население деревни увеличилось до 89 мужчин и 74 женщин. Они были уже государственными крестьянами и занимались земледелием и животноводством, а также в зимнее время извозом, боровыми работами, в летнее время — пчеловодством.
С 1839 года деревня Акшубино относилась к Русско-Кукморскому обществу Петриковской волости.
В 1859 году в деревне насчитывалось 48 дворов, проживало 112 мужчин и 131 женщина.
В конце XIX — начале XX века в деревне находились ветряная мельница, водяная мукомольная мельница (при ней проживал 1 человек), кирпичный завод.
В деревне также имелись изба-читальня, школа первой ступени с 35 учащимися, с 1923 года — скотоводческая молочная артель «Акшубинская».
В 1921 году в 40 дворах проживали 282 человека.
В 1931 году в деревне был создан колхоз «Свобода», в который вошли 33 хозяйства, а в 1935 году организована ферма крупного рогатого скота.
В годы Великой Отечественной войны практически все мужское население деревни было призвано на фронт. Погибли 27 человек.
7 июня 1958 года Указом Президиума Верховного Совета Марийской АССР деревня Акшубино в связи с упразднением Русско-Кукморского сельсовета передана в Кузнецовский сельсовет, а 31 мая 1978 года из Кузнецовского сельсовета — в состав Семёновского сельсовета Ленинского района города Йошкар-Олы. Тогда же земли вокруг деревни были переданы в совхоз «Овощевод».
Во второй половине 1980-х годов до деревни построили асфальтированную дорогу, а в 1989 году заасфальтировали дорогу в самой деревне.
В 1996 году закрыт магазин, а в 1997 году ликвидирована ферма КРС, стадо переведено в Шою-Кузнецово.
В 2002 году в деревне насчитывалось 42 двора, согласно переписи проживало 48 человек (марийцы — 61 %, цыгане — 29 %).
С образованием городского округа «Город Йошкар-Ола» деревня Акшубино находится в ведении Семёновского территориального управления администрации городского округа.

## Население
| 2010 | 2012 | 2015 | 2016 | 2017 | 2018 |
| ---- | ---- | ---- | ---- | ---- | ---- |
| 36   | ↗63  | ↘47  | ↗51  | →51  | ↗74  |